# Variété française (film)
Pour les articles homonymes, voir Variété française.
Pour plus de détails, voir Fiche technique et Distribution.
Variété française est un film français réalisé par Frédéric Videau, sorti en 2003.

## Fiche technique
- Titre : Variété française
- Réalisation : Frédéric Videau
- Scénario : Frédéric Videau
- Photographie : Catherine Pujol
- Décors : Philippe Jacquier
- Son : François Méreu, Sébastien Savine et Emmanuel Crozet
- Montage : François Quiqueré
- Société de production : Film Oblige
- Pays d’origine :  France
- Durée : 90 minutes
- Date de sortie : France, 19 novembre 2003

## Distribution
- Hélène Fillières : Édith
- Gérard Meylan : le père d'Éric
- Frédéric Videau : Éric
- Jacno : le père d'Édith
- Julie Bonan : Prisca
- Jean-Jérôme Esposito : Alain
- Alexis Nitzer : le grand-père d'Éric
- Sarah Adler : Pascale
- Lucrèce Lachenardière : la mère d'Éric
- Dominique Reymond : la mère d'Édith
- Liliane Rovère : la grand-mère d'Éric

## Sélection
- 2003 : Semaine internationale de la critique à la Mostra de Venise